# Rowy (Szaty Wielkie)
Rowy (niem. Rawlack, dawn. Rawlak) – przysiółek wsi Szaty Wielkie w Polsce, położony w województwie warmińsko-mazurskim, w powiecie kętrzyńskim, w gminie Barciany. Wchodzi w skład sołectwa Skierki.
W latach 1975–1998 przysiółek administracyjnie należał do województwa olsztyńskiego.